# 二上橋 (富山県)
二上橋（ふたがみばし）は、富山県高岡市の一級河川小矢部川に架かる富山県道255号守山向野線の橋梁。

## 概要
かつて北陸街道の二上の渡しがあった。北陸街道のルート変更後も高岡と伏木・氷見を結ぶ重要な地となった。当時の加賀藩は軍事上架橋を禁じたが、1871年9月になって高岡の町の人によって木町 - 渡村間にて架橋された。しかしこの架橋と渡し賃をめぐって様々な対立が生じたため、1897年（明治30年）3月に県営で長さ60間、幅員3間の新橋が架橋された。さらに1937年の小矢部川改修に伴い橋長152m、幅員5.5mの橋に付け替えられた。
現在の橋は、1960年6月14日に架橋されたものである。

## 橋データ
- 左岸 - 富山県高岡市守護町一丁目
- 右岸 - 富山県高岡市開発本町
- 形式 - 合成鈑桁橋[5]
- 橋長 - 168 m[5]
- 幅員 - 10.8 m[5]